# E78
La ruta europea E78 és una carretera que forma part de la Xarxa de carreteres europees. Comença a Grosseto (Itàlia) i finalitza a Fano (Itàlia). Té una longitud de 286 km. Té una orientació d'est a oest i passa per les ciutats de Grosseto, Arezzo, Sansepolcro i Fano.

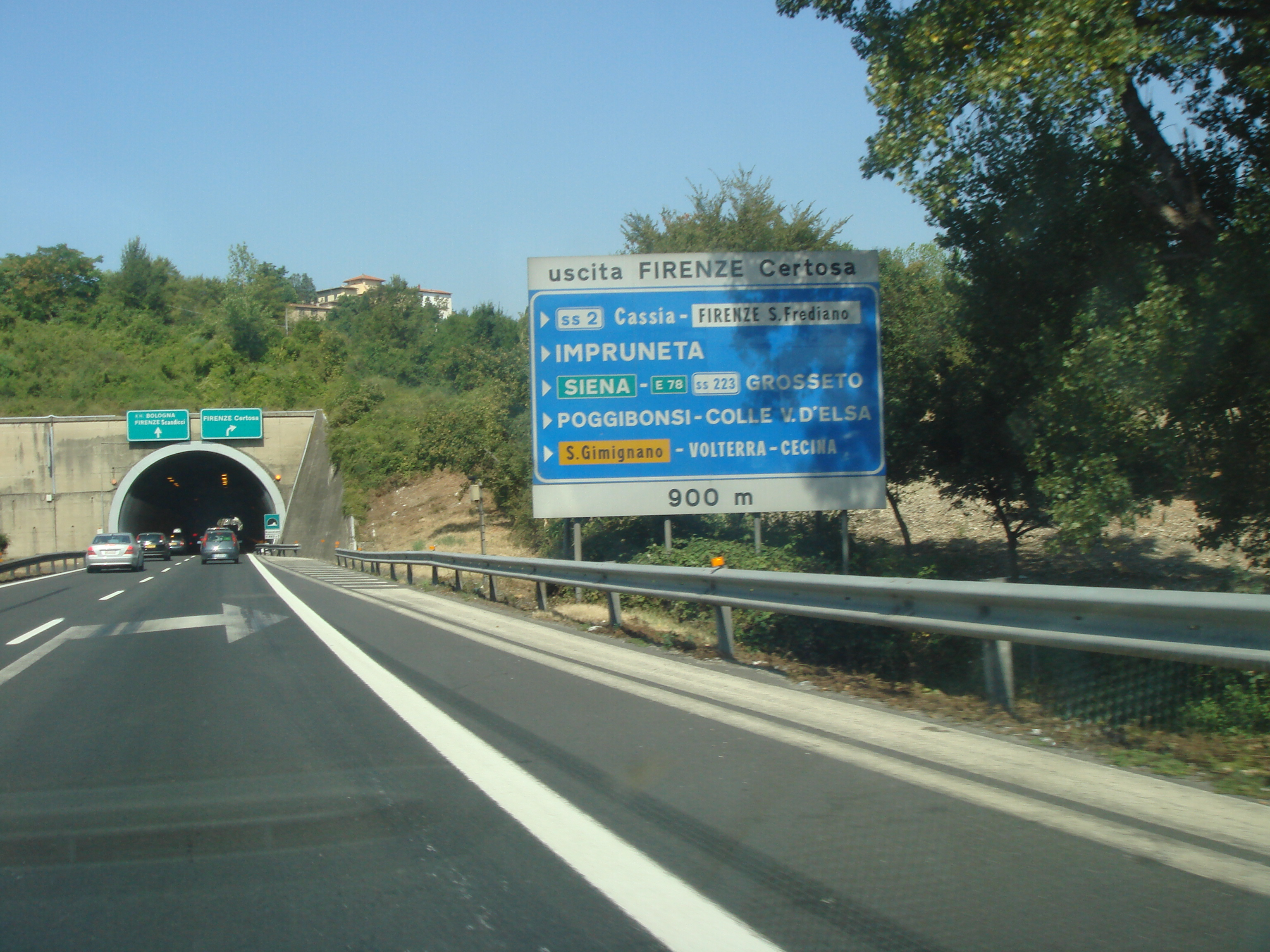
Sortida de la ruta europea E78 a Florència-Certosa (Itàlia).